# Lista celor mai înalte baraje din lume

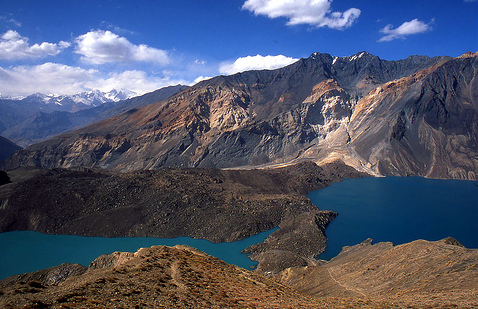
Barajul Usoi din Tadjikistan, cel mai înalt baraj natural din lume

Lista celor mai înalte baraje din lume clasifică cele mai înalte baraje, naturale sau construcții hidrotehnice, cu o înălțime de peste 130 de metri.
Cel mai înalt baraj artificial din lume destinat generării de energie electrică este Jinping I din China, un baraj constituit dintr-un arc de beton cu o înălțime de 305 metri. Cel mai înalt baraj de terasament și al doilea cel mai înalt baraj din lume este Nurek din Tadjikistan, cu o înălțime de 300 de metri, aflat încă în construcție. Cel mai înalt baraj gravitațional este Grand Dixence din Elveția, înalt de 285 de metri. Cel mai înalt baraj natural din lume, rezultat în urma unei alunecări de teren, este Usoi din Tadjikistan, care, având o înălțime de 567 de metri, este cu 262 de metri mai înalt decât cel mai înalt baraj artificial.

## Lista celor mai înalte baraje din lume
| Imagine | Nume                             | Înălțime (m) | Tip                                                               | Țară                 | Râu                         | An   |
|         |                                  |              |                                                                   |                      |                             |      |
| ------- | -------------------------------- | ------------ | ----------------------------------------------------------------- | -------------------- | --------------------------- | ---- |
|         | Usoi                             | 567          | natural                                                           | Tadjikistan          | Murghab                     | 1911 |
|         | Jinping I                        | 305          | arc din beton                                                     | China                | Yalong                      | 2013 |
|         | Nurek                            | 300          | terasament, umplutură de pământ                                   | Tadjikistan          | Vakhsh                      | 1980 |
|         | Lianghekou                       | 295          | terasament, umplutură de roci, exterior din beton                 | China                | Yalong, Qingda și Xianshui  | 2021 |
|         | Xiaowan                          | 292          | arc din beton                                                     | China                | Lancang                     | 2010 |
|         | Baihetan                         | 289          | arc din beton                                                     | China                | Jinsha                      | 2021 |
|         | Xiluodu                          | 285,5        | arc din beton                                                     | China                | Jinsha                      | 2013 |
|         | Grande Dixence                   | 285          | gravitațional, din beton                                          | Elveția              | Dixence                     | 1964 |
|         | Enguri                           | 271,5        | arc din beton                                                     | Georgia              | Enguri                      | 1978 |
|         | Yusufeli                         | 270          | arc din beton                                                     | Turcia               | Çoruh                       | 2021 |
|         | Vajont (dezafectat)              | 261,6        | arc dublu din beton                                               | Italia               | Vajont                      | 1959 |
|         | Nuozhadu                         | 261,5        | terasament                                                        | China                | Lancang                     | 2012 |
|         | Chicoasén                        | 261          | terasament, umplutură de pământ                                   | Mexic                | Grijalva                    | 1980 |
|         | Tehri                            | 260,5        | terasament, umplutură de pământ                                   | India                | Bhagirathi                  | 2006 |
|         | Mauvoisin                        | 250          | arc din beton                                                     | Elveția              | Dranse de Bagnes            | 1957 |
|         | Laxiwa                           | 250          | arc din beton                                                     | China                | Huanhe                      | 2009 |
|         | Deriner                          | 249          | arc dublu din beton                                               | Turcia               | Çoruh                       | 2012 |
|         | Guavio                           | 243          | terasament, umplutură de roci                                     | Columbia             | Guavio                      | 1989 |
|         | Mica                             | 243          | terasament, umplutură de pământ                                   | Canada               | Columbia                    | 1973 |
|         | Gilgel Gibe III                  | 243          | gravitațional, din beton, compactat                               | Etiopia              | Omo                         | 2015 |
|         | Saiano Șușenskaia                | 242          | arc din beton, gravitațional                                      | Rusia                | Enisei                      | 1985 |
|         | Ertan                            | 240          | arc din beton, gravitațional                                      | China                | Yalong                      | 1999 |
|         | Changheba                        | 240          | terasament, umplutură de roci, exterior din beton                 | China                | Dadu                        | 2016 |
|         | Wudongde                         | 240          | gravitațional, din beton                                          | China                | Jinsha                      | 2021 |
|         | La Esmeralda                     | 237          | terasament, umplutură de roci                                     | Columbia             | Bata                        | 1976 |
|         | Oroville                         | 234,7        | terasament, umplutură de pământ                                   | Statele Unite        | Feather River               | 1968 |
|         | El Cajón                         | 234          | arc dublu din beton                                               | Honduras             | Humuya                      | 1985 |
|         | Shuibuya                         | 233          | terasament, umplutură de roci, exterior din beton                 | China                | Qingjiang                   | 2008 |
|         | Cirkei                           | 232,5        | arc din beton                                                     | Rusia                | Sulak                       | 1976 |
|         | Goupitan                         | 232,5        | arc dublu din beton                                               | China                | Wujiang                     | 2009 |
|         | Karun 4                          | 230          | arc din beton, gravitațional                                      | Iran                 | Karun                       | 2010 |
|         | Bhakra                           | 226          | gravitațional, din beton                                          | India                | Sutlej                      | 1963 |
|         | Luzzone                          | 225          | arc din beton                                                     | Elveția              | Lago di Luzzone             | 1963 |
|         | Ituango                          | 225          | terasament, umplutură de pământ, miez din argilă                  | Columbia             | Río Cauca                   | 2018 |
|         | Houziyan                         | 223,5        | terasament, umplutură de roci, exterior din beton                 | China                | Dadu                        | 2016 |
|         | Hoover Dam                       | 221,46       | arc din beton, gravitațional                                      | Statele Unite        | Colorado                    | 1936 |
|         | Jiangpinghe                      | 221          | terasament, umplutură de roci, exterior din beton                 | China                | Loushui                     | 2012 |
|         | Contra                           | 220          | arc din beton                                                     | Elveția              | Verzasca                    | 1965 |
|         | La Yesca                         | 220          | terasament, umplutură de roci, exterior din beton                 | Mexic                | Rio Grande de Santiago      | 2012 |
|         | Mratinje                         | 220          | arc din beton, gravitațional                                      | Muntenegru           | Piva                        | 1976 |
|         | Dworshak                         | 218,6        | gravitațional, din beton                                          | Statele Unite        | North Fork Clearwater River | 1973 |
|         | Longtan                          | 216,5        | gravitațional, din beton, compactat                               | China                | Hongshui                    | 2009 |
|         | Glen Canyon                      | 216,4        | arc din beton, gravitațional                                      | Statele Unite        | Colorado                    | 1966 |
|         | Toktogul                         | 215          | gravitațional, din beton                                          | Kârgâzstan           | Naryn                       | 1974 |
|         | La Esmeralda                     | 215          | terasament, umplutură de roci                                     | Columbia             | Río Lengupá                 | 1976 |
|         | Daniel-Johnson                   | 214          | gravitațional, multi-arc din beton                                | Canada               | Manicouagan                 | 1970 |
|         | Dagangshan                       | 210          | arc din beton                                                     | China                | Dadu                        | 2015 |
|         | Keban                            | 210          | combinat: umplutură de roci și gravitațional, din beton           | Turcia               | Eufrat                      | 1974 |
|         | Ermenek                          | 210          | arc dublu din beton                                               | Turcia               | Göksu                       | 2009 |
|         | Irapé                            | 208          | terasament, umplutură de roci                                     | Brazilia             | Jequitinhonha               | 2006 |
|         | Bakun                            | 205          | terasament, umplutură de roci, exterior din beton                 | Malaysia             | Balui                       | 2011 |
|         | Karun 3                          | 205          | arc din beton, gravitațional                                      | Iran                 | Karun                       | 2005 |
|         | Zimapán                          | 203          | arc din beton, gravitațional                                      | Mexic                | Moctezuma                   | 1993 |
|         | Dez                              | 203          | arc din beton, gravitațional                                      | Iran                 | Dez                         | 1963 |
|         | Huangdeng                        | 203          | gravitațional, din beton                                          | China                | Mekong                      | 2019 |
|         | Almendra                         | 202          | arc din beton                                                     | Spania               | Tormes                      | 1970 |
|         | Campos Novos                     | 202          | terasament, umplutură de roci, exterior din beton                 | Brazilia             | Canoas                      | 2006 |
|         | Berke                            | 201          | arc din beton, gravitațional                                      | Turcia               | Ceyhan                      | 2001 |
|         | Guangzhao                        | 200,5        | gravitațional, din beton                                          | China                | Beipan                      | 2008 |
|         | Shahid Abbaspour (Karun 1)       | 200          | arc dublu din beton                                               | Iran                 | Karun                       | 1976 |
|         | Kölnbrein                        | 200          | arc dublu din beton, gravitațional                                | Austria              | Malta                       | 1977 |
|         | San Roque                        | 200          | terasament                                                        | Filipine             | Agno                        | 2003 |
|         | New Bullards Bar                 | 196,6        | arc din beton, gravitațional                                      | Statele Unite        | North Yuba                  | 1969 |
|         | Itaipu                           | 196          | gravitațional, din beton                                          | Brazilia/ · Paraguay | Paraná                      | 1984 |
|         | Altinkaya                        | 195          | terasament, umplutură de roci                                     | Turcia               | Kızılırmak                  | 1988 |
|         | Boyabat                          | 195          | gravitațional, din beton                                          | Turcia               | Kızılırmak                  | 2012 |
|         | Kárahnjúkar                      | 193          | terasament, umplutură de roci, exterior din beton                 | Islanda              | Jökulsá á Dal               | 2009 |
|         | New Melones                      | 190,5        | terasament, umplutură de roci și pământ                           | Statele Unite        | Stanislaus                  | 1979 |
|         | W.A.C. Bennett                   | 190,5        | terasament, umplutură de pământ                                   | Canada               | Peace                       | 1968 |
|         | Sogamoso                         | 190          | terasament, umplutură de roci, exterior din beton                 | Columbia             | Sogamoso                    | 2014 |
|         | Tekezé                           | 189          | arc dublu din beton                                               | Etiopia              | Tekezé                      | 2009 |
|         | Arkun                            | 188          | terasament, umplutură de pământ                                   | Turcia               | Çoruh                       | 2014 |
|         | Miel 1                           | 188          | gravitațional, din beton, compactat                               | Columbia             | La Miel                     | 2002 |
|         | Aguamilpa                        | 187          | terasament, umplutură de roci, exterior din beton                 | Mexic                | Río Grande de Santiago      | 1993 |
|         | Kurobe                           | 186          | arc din beton, gravitațional                                      | Japonia              | Kurobe                      | 1963 |
|         | Pubugou                          | 186          | terasament, umplutură de roci, exterior din beton                 | China                | Dadu                        | 2010 |
|         | Zillergründl                     | 186          | arc din beton                                                     | Austria              | Ziller                      | 1986 |
|         | Sanbanxi                         | 185,6        | terasament, umplutură de roci, exterior din beton                 | China                | Yuan                        | 2006 |
|         | Oymapinar                        | 185,5        | arc din beton                                                     | Turcia               | Manavgat                    | 1984 |
|         | Barra Grande                     | 185          | terasament, umplutură de roci, exterior din beton                 | Brazilia             | Pelotas                     | 2005 |
|         | Katse                            | 185          | arc dublu din beton                                               | Lesotho              | Malibamat'so                | 1996 |
|         | Barajul celor Trei Defileuri     | 181          | gravitațional, din beton                                          | China                | Yangtze                     | 2008 |
|         | Mossyrock                        | 184,7        | arc din beton, gravitațional                                      | Statele Unite        | Cowlitz                     | 1968 |
|         | Shasta                           | 183,5        | arc din beton, gravitațional                                      | Statele Unite        | Sacramento                  | 1945 |
|         | Techi                            | 181          | arc din beton, gravitațional                                      | Taiwan               | Dajia                       | 1974 |
|         | Artvin                           | 180          | arc din beton, gravitațional                                      | Turcia               | Çoruh                       | 2016 |
|         | Tignes                           | 180          | arc din beton, gravitațional                                      | Franța               | Isère                       | 1952 |
|         | Dartmouth                        | 180          | terasament, umplutură de roci și pământ                           | Australia            | Mitta Mitta, Gibbo și Dart  | 1979 |
|         | Emosson                          | 180          | arc din beton                                                     | Elveția              | Barberine                   | 1973 |
|         | Amir Kabir                       | 180          | arc din beton                                                     | Iran                 | Karaj                       | 1961 |
|         | Seimare                          | 180          | arc din beton, curbură variabilă                                  | Iran                 | Seimare                     | 2011 |
|         | Piedra del Águila                | 180          | gravitațional, din beton                                          | Argentina            | Limay                       | 1993 |
|         | Upper Gotvand                    | 180          | terasament, umplutură de roci                                     | Iran                 | Karun                       | 2012 |
|         | Tupalang                         | 180          | terasament, umplutură de roci, miez de argilă                     | Uzbekistan           | Tupalang                    | 2023 |
|         | Hongjiadu                        | 179,5        | terasament, umplutură de roci, exterior din beton                 | China                | Liuchong                    | 2005 |
|         | Longyangxia                      | 178          | arc din beton, gravitațional                                      | China                | Huanhe                      | 1992 |
|         | Tianshengqiao 1                  | 178          | terasament, umplutură de roci, exterior din beton                 | China                | Nanpan                      | 2000 |
|         | El Cajón                         | 178          | terasament, umplutură de roci, exterior din beton                 | Mexic                | Rio Grande de Santiago      | 2007 |
|         | New Don Pedro                    | 178          | terasament, umplutură de pământ                                   | Statele Unite        | Tuolumne                    | 1971 |
|         | Masjed Soleyman                  | 177          | terasament, umplutură de roci, exterior din beton, miez de argilă | Iran                 | Karun                       | 2002 |
|         | Danjiangkou                      | 176,6        | gravitațional, din beton                                          | China                | Han                         | 1973 |
|         | Takase                           | 176          | terasament, umplutură de roci                                     | Japonia              | Shinano                     | 1978 |
|         | Marun                            | 175          | terasament                                                        | Iran                 | Marun                       | 1998 |
|         | Hasan Ugurlu                     | 175          | terasament, umplutură de roci                                     | Turcia               | Yeșilırmak                  | 1981 |
|         | Alpe Gera                        | 174          | gravitațional, din beton                                          | Italia               | Cormor                      | 1964 |
|         | Revelstoke                       | 174          | gravitațional, din beton                                          | Canada               | Columbia                    | 1984 |
|         | Karakaya                         | 173          | arc din beton, gravitațional                                      | Turcia               | Eufrat                      | 1987 |
|         | Thissavros                       | 172          | terasament, umplutură de roci                                     | Grecia               | Nestos                      | 1996 |
|         | Hungry Horse                     | 171,9        | arc din beton, gravitațional                                      | Statele Unite        | South Fork Flathead River   | 1953 |
|         | Cahora Bassa                     | 171          | arc din beton, gravitațional                                      | Mozambic             | Zambezi                     | 1974 |
|         | Denis-Perron                     | 171          | terasament, umplutură de roci                                     | Canada               | Sainte-Marguerite           | 2002 |
|         | Kajiwa                           | 171          | terasament, umplutură de roci, exterior din beton                 | China                | Muli                        | 2014 |
|         | Kığı                             | 170          | terasament, umplutură de roci                                     | Turcia               | Peri                        | 2006 |
|         | Paute                            | 170          | arc din beton, gravitațional                                      | Ecuador              | Paute                       | 1983 |
|         | Atatürk                          | 169          | terasament, umplutură de roci, miez de argilă                     | Turcia               | Eufrat                      | 1992 |
|         | Daryan                           | 169          | terasament, umplutură de roci                                     | Iran                 | Diyala                      | 2015 |
|         | Idukki                           | 168          | arc din beton                                                     | India                | Periyar                     | 1973 |
|         | Bruno Creek Tailings Impoundment | 168          | terasament, umplutură de pământ                                   | Statele Unite        | Bruno Creek                 | 1983 |
|         | Charvak                          | 168          | terasament, umplutură de roci și pământ                           | Uzbekistan           | Pskem și Chatkal            | 1970 |
|         | Guandi                           | 168          | gravitațional, din beton                                          | China                | Yalong                      | 2012 |
|         | Gura Apelor                      | 168          | terasament, umplutură de roci                                     | România              | Râul Mare (Cosău)           | 1986 |
|         | Seven Oaks                       | 168          | terasament, umplutură de roci și pământ                           | Statele Unite        | Santa Ana                   | 2000 |
|         | Dongfeng                         | 168          | arc din beton                                                     | China                | Wujiang                     | 1995 |
|         | Grand Coulee                     | 167,6        | gravitațional, din beton                                          | Statele Unite        | Columbia                    | 1942 |
|         | Koldam                           | 167          | terasament, umplutură de roci                                     | India                | Sutlej                      | 2015 |
|         | Fierzës                          | 167          | terasament, umplutură de roci                                     | Albania              | Drin                        | 1978 |
|         | Silvan                           | 166,5        | terasament, umplutură de roci                                     | Turcia               | Batman                      | 2022 |
|         | Mazar                            | 166          | terasament, umplutură de roci, exterior din beton                 | Ecuador              | Paute                       | 2010 |
|         | Vidraru                          | 166          | arc din beton                                                     | România              | Argeș                       | 1966 |
|         | Kremasta                         | 165          | terasament, umplutură de pământ                                   | Grecia               | Aheloos                     | 1965 |
|         | Thomson                          | 165          | terasament, umplutură de pământ                                   | Australia            | Thomson                     | 1983 |
|         | Wujiangdu                        | 165          | arc din beton, gravitațional                                      | China                | Wujiang                     | 1982 |
|         | Quxue                            | 164,2        | terasament, umplutură de roci                                     | China                | Shuoqu                      | 2016 |
|         | Trinity                          | 164          | terasament, umplutură de pământ                                   | Statele Unite        | Trinity                     | 1962 |
|         | Sardar Sarovar                   | 163          | gravitațional, din beton                                          | India                | Narmada                     | 2017 |
|         | Guri                             | 162          | gravitațional, din beton                                          | Venezuela            | Caroní                      | 1978 |
|         | Talbingo                         | 162          | terasament, umplutură de pământ                                   | Australia            | Tumut                       | 1971 |
|         | Luis Donaldo Colosio (Huites)    | 162          | arc din beton, gravitațional                                      | Mexic                | Fuerte                      | 1995 |
|         | Robert-Bourassa                  | 162          | terasament, umplutură de pământ                                   | Canada               | La Grande                   | 1981 |
|         | Tankeng                          | 162          | terasament, umplutură de roci, exterior din beton                 | China                | Ou (Zhejiang)               | 2008 |
|         | Tokuyama                         | 161          | terasament                                                        | Japonia              | Ibi                         | 2008 |
|         | Xiangjiaba                       | 161          | gravitațional, din beton                                          | China                | Jinsha                      | 2012 |
|         | Bento Munhoz da Rocha Netto      | 160          | terasament, umplutură de roci, exterior din beton                 | Brazilia             | Iguazú                      | 1980 |
|         | Grand'Maison                     | 160          | terasament, umplutură de roci                                     | Franța               | Eau d'Olle                  | 1985 |
|         | Jinanqiao                        | 160          | gravitațional, din beton                                          | China                | Jinsha                      | 2010 |
|         | Los Leones                       | 160          | terasament, umplutură de pământ                                   | Chile                | Los Leones                  | 1999 |
|         | Ranjit Sagar                     | 160          | terasament                                                        | India                | Ravi                        | 2001 |
|         | Ross                             | 160          | arc din beton                                                     | Statele Unite        | Skagit                      | 1949 |
|         | Yellowtail                       | 160          | arc din beton, gravitațional                                      | Statele Unite        | Bighorn                     | 1967 |
|         | Guanyinyan                       | 159          | gravitațional, din beton, compactat                               | China                | Jinsha                      | 2014 |
|         | Cougar                           | 158          | terasament, umplutură de roci                                     | Statele Unite        | McKenzie                    | 1964 |
|         | Emborcação                       | 158          | terasament, umplutură de pământ                                   | Brazilia             | Paranaíba                   | 1983 |
|         | Naramata                         | 158          | terasament, umplutură de roci                                     | Japonia              | Naramata                    | 1990 |
|         | Pangduo                          | 158          | terasament, umplutură de roci                                     | China                | Lhasa                       | 2013 |
|         | Rudbar Lorestan                  | 158          | gravitațional, din beton                                          | Iran                 | Rudbar                      | 2016 |
|         | Geheyan                          | 157          | arc din beton                                                     | China                | Qing                        | 1993 |
|         | Dongjiang                        | 157          | arc din beton                                                     | China                | Lishui                      | 1992 |
|         | Jilintai I                       | 157          | terasament, umplutură de roci, exterior din beton                 | China                | Kashi                       | 2005 |
|         | Okutadami                        | 157          | gravitațional, din beton                                          | Japonia              | Tadami                      | 1961 |
|         | Speccheri                        | 157          | arc din beton                                                     | Italia               | Vallarsa                    | 1957 |
|         | Malutang                         | 156          | terasament, umplutură de roci, exterior din beton                 | China                | Panlong                     | 2009 |
|         | Miyagase                         | 156          | gravitațional, din beton                                          | Japonia              | Nakatsu                     | 2000 |
|         | Shatuo                           | 156          | arc din beton                                                     | China                | Wujiang                     | 2009 |
|         | Nukui                            | 156          | arc din beton                                                     | Japonia              | Takayama                    | 2001 |
|         | Swift                            | 156          | terasament, umplutură de pământ                                   | Statele Unite        | Lewis                       | 1958 |
|         | Urayama                          | 156          | gravitațional, din beton, compactat                               | Japonia              | Arakawa                     | 1998 |
|         | Zeuzier                          | 156          | arc din beton                                                     | Elveția              | Lienne                      | 1957 |
|         | Zipingpu                         | 156          | terasament                                                        | China                | Min                         | 2006 |
|         | Nagawado                         | 155,5        | arc din beton                                                     | Japonia              | Azumi                       | 1969 |
|         | Sakuma                           | 155,5        | gravitațional, din beton                                          | Japonia              | Tenryū                      | 1957 |
|         | Bashan                           | 155          | terasament, umplutură de roci, exterior din beton                 | China                | Ren                         | 2009 |
|         | Lijiaxia                         | 155          | arc din beton, gravitațional                                      | China                | Huanhe                      | 1997 |
|         | Göscheneralp                     | 155          | terasament, umplutură de pământ                                   | Elveția              | Göschener Reuss             | 1961 |
|         | Place Moulin                     | 155          | arc din beton                                                     | Italia               | Buthier                     | 1965 |
|         | Kenyir                           | 155          | terasament                                                        | Malaysia             | Kenyir                      | 1988 |
|         | Ralco                            | 155          | gravitațional, din beton, compactat                               | Chile                | Biobío                      | 2004 |
|         | Turkwel                          | 155          | arc din beton                                                     | Kenya                | Turkwel                     | 1991 |
|         | Liyuan                           | 155          | terasament, umplutură de roci, exterior din beton                 | China                | Jinsha                      | 2014 |
|         | Bhumibol                         | 154          | arc din beton                                                     | Thailanda            | Ping                        | 1964 |
|         | Serra da Mesa                    | 154          | terasament                                                        | Brazilia             | Tocantins                   | 1998 |
|         | Xiaolangdi                       | 154          | terasament, umplutură de roci                                     | China                | Huanhe                      | 2000 |
|         | Gepatsch                         | 153          | terasament, umplutură de roci                                     | Austria              | Faggenbach                  | 1964 |
|         | Curnera                          | 153          | arc din beton                                                     | Elveția              | Curnera                     | 1966 |
|         | Monteynard-Avignonet             | 153          | arc din beton                                                     | Franța               | Drac                        | 1961 |
|         | Santa Giustina                   | 153          | arc din beton                                                     | Italia               | Noce                        | 1950 |
|         | Tedorigawa                       | 153          | terasament                                                        | Japonia              | Tedori                      | 1979 |
|         | Flaming Gorge                    | 153          | arc din beton                                                     | Statele Unite        | Green                       | 1964 |
|         | Alqueva                          | 152          | arc din beton, gravitațional                                      | Portugalia           | Guadiana                    | 2002 |
|         | Torul                            | 152          | terasament, umplutură de roci, exterior din beton                 | Turcia               | Harșit                      | 2007 |
|         | Menzelet                         | 151          | terasament                                                        | Turcia               | Ceyhan                      | 1989 |
|         | Zervreila                        | 151          | arc din beton                                                     | Elveția              | Rin                         | 1958 |
|         | Porce III                        | 151          | terasament, umplutură de roci, exterior din beton                 | Columbia             | Porce                       | 2011 |
|         | New Exchequer                    | 150          | terasament, umplutură de roci, exterior din beton                 | Statele Unite        | Merced                      | 1967 |
|         | Messochora                       | 150          | terasament, umplutură de roci, exterior din beton                 | Grecia               | Aheloos                     | 2001 |
|         | Roselend                         | 150          | gravitațional, contraforți din beton                              | Franța               | Roselend                    | 1962 |
|         | Canelles                         | 150          | arc din beton                                                     | Spania               | Noguera Ribagorzana         | 1960 |
|         | Dongqing                         | 150          | terasament, umplutură de roci, exterior din beton                 | China                | Beipan                      | 2009 |
|         | Moglicë                          | 150          | terasament, umplutură de roci                                     | Albania              | Devoll                      | 2019 |
|         | Yukarı Kaleköy                   | 150          | gravitațional, din beton                                          | Turcia               | Murat                       | 2018 |
|         | Yangqu                           | 150          | terasament, umplutură de roci, exterior din beton                 | China                | Huanhe                      | 2016 |
|         | Baishan                          | 149,5        | arc din beton, gravitațional                                      | China                | Songhua                     | 1984 |
|         | El Infiernillo                   | 149          | terasament, umplutură de roci                                     | Mexic                | Balsas                      | 1965 |
|         | Ogōchi                           | 148          | gravitațional, din beton                                          | Japonia              | Tama                        | 1957 |
|         | Moiry                            | 148          | arc din beton                                                     | Elveția              | Gougra                      | 1958 |
|         | Salvajina                        | 148          | terasament, umplutură de roci, exterior din beton                 | Columbia             | Cauca                       | 1985 |
|         | Gigerwald                        | 147          | arc din beton                                                     | Elveția              | Tamina                      | 1976 |
|         | Liujiaxia                        | 147          | gravitațional, din beton                                          | China                | Huanhe                      | 1969 |
|         | Maoergai                         | 147          | terasament, umplutură de roci                                     | China                | Heishui                     | 2011 |
|         | Mangla                           | 147          | terasament                                                        | Pakistan             | Jehlum                      | 1967 |
|         | Longshou II                      | 146,5        | terasament, umplutură de roci, exterior din beton                 | China                | Heihe                       | 2004 |
|         | Jilebulake                       | 146,3        | terasament, umplutură de roci, exterior din beton                 | China                | Haba                        | 2013 |
|         | Fontana                          | 146,3        | gravitațional, din beton                                          | Statele Unite        | Little Tennessee            | 1944 |
|         | Belisario Domínguez (Angostura)  | 146          | terasament                                                        | Mexic                | Grijalva                    | 1971 |
|         | Limmern                          | 146          | arc din beton                                                     | Elveția              | Limmern                     | 1964 |
|         | Hassan I                         | 145          | terasament, umplutură de pământ                                   | Maroc                | Lakhdar                     | 1986 |
|         | Mohale                           | 145          | terasament, umplutură de roci, exterior din beton                 | Lesotho              | Senqunyane                  | 2004 |
|         | Srisailam                        | 145          | gravitațional, din beton                                          | India                | Krishna                     | 1981 |
|         | Tagokura                         | 145          | gravitațional, din beton                                          | Japonia              | Tadami                      | 1959 |
|         | Ney Braga de Barros              | 145          | terasament, umplutură de roci, exterior din beton                 | Brazilia             | Iguazú                      | 1992 |
|         | Virdnejávri                      | 145          | arc din beton                                                     | Norvegia             | Alta-Kautokeino             | 1987 |
|         | Çetin                            | 145          | terasament, umplutură de roci                                     | Turcia               | Botan                       | 2020 |
|         | Văcea                            | 144,5        | gravitațional, din beton                                          | Bulgaria             | Văcea                       | 1975 |
|         | Krichim                          | 144,5        | gravitațional, din beton                                          | Bulgaria             | Văcea                       | 1972 |
|         | Adiguzel                         | 144          | terasament, umplutură de roci și pământ                           | Turcia               | Büyük Menderes              | 1989 |
|         | Özlüce                           | 144          | terasament, umplutură de roci, exterior din beton                 | Turcia               | Peri                        | 2000 |
|         | Tarbela                          | 143,3        | terasament                                                        | Pakistan             | Indus                       | 1976 |
|         | Baglihar                         | 143          | gravitațional, din beton                                          | India                | Chenab                      | 2008 |
|         | Valle di Lei                     | 143          | arc din beton                                                     | Italia               | Reno di Lei                 | 1961 |
|         | Morrow Point                     | 143          | arc dublu din beton                                               | Statele Unite        | Gunnison                    | 1968 |
|         | Murum                            | 143          | gravitațional, din beton, compactat                               | Malaysia             | Murum                       | 2014 |
|         | Tahtakorpu                       | 142,5        | terasament, umplutură de roci, miez de argilă                     | Azerbaidjan          | Samur                       | 2013 |
|         | Oddatjørn                        | 142          | terasament                                                        | Norvegia             | Ulladalsåna                 | 1988 |
|         | Warragamba                       | 142          | gravitațional, din beton                                          | Australia            | Warragamba                  | 1960 |
|         | Detroit                          | 141          | gravitațional, din beton                                          | Statele Unite        | North Santiam               | 1953 |
|         | Aldeadávila                      | 140          | arc din beton, gravitațional                                      | Spania / Portugalia  | Duero                       | 1963 |
|         | Gordon                           | 140          | arc din beton                                                     | Australia            | Gordon                      | 1978 |
|         | Xingó                            | 140          | terasament, umplutură de roci, exterior din beton                 | Brazilia             | São Francisco               | 1994 |
|         | Bath County PS Upper Dam         | 140          | terasament, umplutură de roci și pământ                           | Statele Unite        | Back Creek                  | 1985 |
|         | Arimine                          | 140          | gravitațional, din beton                                          | Japonia              | Wada                        | 1959 |
|         | Bureia                           | 140          | gravitațional, din beton                                          | Rusia                | Bureia                      | 2003 |
|         | Gissarak                         | 140          | terasament, umplutură de roci                                     | Uzbekistan           | Aksu                        | 1988 |
|         | Chamera                          | 140          | gravitațional, din beton                                          | India                | Ravi                        | 1994 |
|         | Srinagarind                      | 140          | terasament                                                        | Thailanda            | Khwae Yai                   | 1980 |
|         | Kawaji                           | 140          | arc din beton                                                     | Japonia              | Kinugawa                    | 1983 |
|         | Kusaki                           | 140          | gravitațional, din beton                                          | Japonia              | Watarase                    | 1976 |
|         | Misogawa                         | 140          | terasament, umplutură de pământ                                   | Japonia              | Kiso                        | 1996 |
|         | Miaowei                          | 139,8        | terasament, umplutură de roci                                     | China                | Lancang                     | 2017 |
|         | Jiangkou                         | 139          | arc din beton                                                     | China                | Furong                      | 2003 |
|         | Anderson Ranch                   | 139          | terasament, umplutură de roci și pământ                           | Statele Unite        | Boise                       | 1950 |
|         | Koishiwaragawa                   | 139          | terasament, umplutură de roci                                     | Japonia              | Koishiwara                  | 2020 |
|         | El Novillo                       | 139          | arc din beton                                                     | Mexic                | Río Yaqui                   | 1964 |
|         | Cheruthoni                       | 138,2        | gravitațional, din beton                                          | India                | Periyar                     | 1973 |
|         | Ahai                             | 138          | gravitațional, din beton                                          | China                | Jinsha                      | 2012 |
|         | Frera (Belviso)                  | 138          | arc din beton, gravitațional                                      | Italia               | Frera                       | 1959 |
|         | Shahid Rajaee                    | 138          | arc dublu din beton                                               | Iran                 | Tajan                       | 1997 |
|         | Wawushan                         | 138          | terasament, umplutură de roci, exterior din beton                 | China                | Zhougonghe                  | 2007 |
|         | Wuluwati                         | 138          | terasament, umplutură de roci, exterior din beton                 | China                | Karakash                    | 2001 |
|         | Union Valley                     | 138          | terasament, umplutură de roci și pământ                           | Statele Unite        | Silver Creek                | 1963 |
|         | Malpaso                          | 137,5        | terasament                                                        | Mexic                | Grijalva                    | 1966 |
|         | Wunonglong                       | 137,5        | gravitațional, din beton                                          | China                | Lancang                     | 2018 |
|         | Adnan Menderes (Çine)            | 136,5        | gravitațional, din beton, compactat                               | Turcia               | Çine                        | 2013 |
|         | Jiudianxia                       | 136,5        | terasament, umplutură de roci, exterior din beton                 | China                | Tao                         | 2008 |
|         | Caracoles                        | 136          | terasament, umplutură de roci, exterior din beton                 | Argentina            | San Juan                    | 2009 |
|         | Cancano                          | 136          | arc din beton, gravitațional                                      | Italia               | Adda                        | 1956 |
|         | Los Reyunos                      | 136          | terasament                                                        | Argentina            | Diamante                    | 1983 |
|         | Minamiaiki                       | 136          | terasament, umplutură de roci                                     | Japonia              | Minamiaiki                  | 2005 |
|         | Cabril                           | 136          | arc din beton                                                     | Portugalia           | Zêzere                      | 1954 |
|         | Carters                          | 136          | terasament, umplutură de pământ                                   | Statele Unite        | Coosawattee                 | 1977 |
|         | Sauris                           | 136          | arc dublu din beton                                               | Italia               | Lumiei                      | 1948 |
|         | Alicurá                          | 135          | terasament, umplutură de roci, exterior din beton                 | Argentina            | Limay                       | 1985 |
|         | Dongping                         | 135          | arc din beton                                                     | China                | Zhong                       | 2006 |
|         | Longma                           | 135          | terasament, umplutură de roci, exterior din beton                 | China                | Lixian                      | 2007 |
|         | Ilisu                            | 135          | terasament, umplutură de pământ                                   | Turcia               | Tigris                      | 2018 |
|         | El Atazar                        | 134          | arc din beton                                                     | Spania               | Lozoya                      | 1968 |
|         | Takane Daiichi                   | 133          | arc din beton                                                     | Japonia              | Hida                        | 1969 |
|         | Isawa                            | 132          | terasament, umplutură de pământ                                   | Japonia              | Isawa                       | 2013 |
|         | Takizawa                         | 132          | gravitațional, din beton                                          | Japonia              | Nakatsugawa                 | 2007 |
|         | Mud Mountain                     | 132          | terasament, umplutură de roci                                     | Statele Unite        | White River                 | 1948 |
|         | Schlegeis                        | 131          | arc dublu din beton                                               | Austria              | Zemmbach                    | 1972 |
|         | Yagisawa                         | 131          | arc din beton                                                     | Japonia              | Tone                        | 1967 |
|         | Miboro                           | 131          | terasament, umplutură de pământ                                   | Japonia              | Shōgawa                     | 1961 |
|         | O'Shaughnessy                    | 131          | arc din beton                                                     | Statele Unite        | Tuolumne                    | 1923 |
|         | New Waddell                      | 130          | terasament                                                        | Statele Unite        | Agua Fria                   | 1994 |
|         | Pine Flat                        | 130          | gravitațional, din beton                                          | Statele Unite        | Kings River                 | 1954 |
|         | Round Butte                      | 130          | terasament, umplutură de roci                                     | Statele Unite        | Deschutes                   | 1964 |
|         | Punt dal Gall                    | 130          | arc din beton                                                     | Italia               | Aqua Granda                 | 1968 |
|         | Sambuco                          | 130          | arc din beton                                                     | Elveția              | Maggia                      | 1956 |

### Baraje înalte aflate în construcție
| Nume                        | Înălțime (m) | Tip                                               | Țară          | Râu             |
|                             |              |                                                   |               |                 |
| --------------------------- | ------------ | ------------------------------------------------- | ------------- | --------------- |
| Rogun                       | 335          | terasament                                        | Tadjikistan   | Vakhsh          |
| Bakhtiari                   | 325          | arc din beton                                     | Iran          | Bakhtiari       |
| Shuangjiangkou              | 312          | terasament, umplutură de roci                     | China         | Dadu            |
| Brushy Fork Tailings        | 290,8        | terasament                                        | Statele Unite | Brushy Fork     |
| Diamer-Bhasha               | 272          | gravitațional, din beton, compactat               | Pakistan      | Indus           |
| Dasu                        | 242          | gravitațional, din beton, compactat               | Pakistan      | Indus           |
| Antamina Tailings           | 240          | terasament, umplutură de roci, exterior din beton | Peru          | Ayash           |
| Kishau                      | 236          | gravitațional, din beton                          | India         | Tons            |
| Bekhme                      | 230          | terasament, umplutură de roci                     | Irak          | ez-Zâb el-Kebîr |
| Tasang                      | 228          | terasament, umplutură de roci, exterior din beton | Myanmar       | Salween         |
| Mohmand                     | 213          | terasament, umplutură de roci, exterior din beton | Pakistan      | Swat            |
| Maerdang                    | 211          | terasament, umplutură de roci, exterior din beton | China         | Huanhe          |
| Lakhwar                     | 204          | gravitațional, din beton                          | India         | Yamuna          |
| Khersan-3                   | 195          | arc din beton, curbură variabilă                  | Iran          | Khersan         |
| Pskem                       | 195          | terasament, umplutură de roci, miez din beton     | Uzbekistan    | Pskem           |
| Grand Ethiopian Renaissance | 175          | gravitațional, din beton                          | Etiopia       | Nilul Albastru  |
| Sykia                       | 170          | terasament, umplutură de pământ                   | Grecia        | Aheloos         |
| Aksu                        | 155          | terasament, umplutură de roci                     | Turcia        | Çoruh           |
| Myitsone                    | 139,6        | terasament, umplutură de roci, exterior din beton | Myanmar       | Irrawaddy       |
| Kouhrang 3                  | 135          | arc din beton, curbură variabilă                  | Iran          | Kouhrang        |